# 映画の配信媒体
映画の配信媒体（えいがのはいしんばいたい）は、フィルムやビデオカセットなどの形で制作された映画が視聴者に映画として鑑賞されるまでに通る経路を指す。その主なものとして、次のような媒体があるとされている。
- 映画館
- オリジナルビデオ(ビデオ)
- ビデオ・オン・デマンド
- 定額制動画配信サービス
- レンタルDVD
- テレビ

細分すると、映画館でもロードショー系の上映と、それ以外のものがあり、また、テレビでもペイ・パー・ビュー方式のもの、映画専門チャンネルなど有料の衛星やケーブル系のチャンネル、地上波放送などに分けることができる。ビデオも、セル（販売）とレンタルがある。
典型的には、映画の権利を持つ制作会社は、上映や販売や放送やレンタルなどのタイミングを調整し、複数の配信媒体を通じて繰り返し収益を上げようと試みる。また、近年では映画館での上映で制作費を回収することを見込まず、その他の配信媒体経由からの売り上げと併せて利潤を確保するべく制作費を充当する動きも出ている。
このように数多くの配信媒体がある1つの理由に、映画は制作費の膨大さに比べて上映、配信には費用がかからないことが挙げられる。一度映画が制作されれば、制作者側としてはそれを多く上映、販売、放送、レンタルに結びつけるほど収益が上がることが期待できる。
また、音楽ほどではないが、映画はしばしば繰り返し鑑賞される商品である点も指摘できる。人はしばしば気に入った映画を何度も見る。
映画のこうした特性は、近年、映画会社が「コンテンツ」資源を多く保有するメディア会社として注目されている理由でもあり、ソニーによるコロンビア映画(現ソニー・ピクチャーズエンタテインメント)の買収（1989年）、松下電器によるMCAの買収（1990年）の背景でもあったとされる。その後、松下電器はMCA株を売却することになったが、逆にソニーはメトロ・ゴールドウィン・メイヤー(MGM)についても買収することで基本合意に達したことを2004年9月13日に発表し、DVDに続く次世代ビデオディスクにおいても、こうした動きが続くことが予想される。
また、伝統的に、映画の制作会社と配給会社、その他のメディア会社の融合や取り引き慣行は独占禁止法などの政策論議の対象となる傾向にある。